# 人新世の「資本論」
『人新世の「資本論」』（ひとしんせいの しほんろん）は、日本の哲学者・経済思想家である斎藤幸平の著書。現代の大量生産、大量消費社会に対する痛烈な批判とともに、時代遅れとされていたマルクス思想の再考の必要性を訴えている。

## 概要
2020年9月に集英社新書の1冊として刊行され、2020年から2021年にかけて読売新聞や、東京新聞の書評などで取り上げられ話題となった。2021年8月時点で新書として異例の30万部を超える売り上げを記録し、2023年8月時点で累計発行部数50万部を超えた。

## 翻訳
韓国語、スペイン語、カタルニア語、ドイツ語、英語に翻訳して刊行された。

### 韓国語
キム・ヨンヒョンが韓国語に翻訳し、『지속 불가능 자본주의』（「持続不可能資本主義」）と題して、2021年10月に韓国で出版された。その後、韓国出版人会議が主催する第1回「アジア・ブックアワード 2021」で⼀般書部⾨の年間最優秀図書賞を受賞した。

### 英語
大学講師兼翻訳家のBrian Bergstromが英語に翻訳し、『Slow down : the degrowth manifesto』と題して、2024年1月に出版された。